# Nokia Asha 206
Il Nokia Asha 206 (o solo Nokia 206) è un feature phone annunciato e prodotto da Nokia dagli ultimi mesi del 2012, insieme all'Asha 205 a un prezzo iniziale di 62 dollari.

## Caratteristiche tecniche
Il dispositivo è dotato di uno schermo da 2,4 pollici con risoluzione 240 x 320 pixel e form factor 4:3 e di una tastiera classica con pad centrale a 4 direzioni.
Ha il browser con supporto WAP 2.0/xHTML, HTML, a cui si può accedere grazie alla connettività 2G GPRS/EDGE (velocità massima di 236.8 kbps). Sono presenti infine il Bluetooth 2.1 con SLAM ed EDR e la radio FM con RDS, mentre è assente il Wi-Fi, il GPS e l'NFC.
La memoria interna è di soli 64 MB, ma è espandibile con MicroSD fino a 32 GB.
C'è un'unica fotocamera da 1,3 megapixel con registrazione video QCIF@10fps.